# (2687) Tortali
(2687) Tortali es un asteroide perteneciente al cinturón de asteroides, descubierto el 18 de abril de 1982 por Martin Watt desde la Estación Anderson Mesa (condado de Coconino, cerca de Flagstaff, Arizona, Estados Unidos).

## Designación y nombre
Designado provisionalmente como 1982 HG. Fue nombrado Tortali en homenaje a Tortali ser perteneciente a la mitología melanesia.